# Ice-T
Ice-T, właśc. Tracy Lauren Marrow (ur. 16 lutego 1958 w Newark) – amerykański muzyk, raper, autor tekstów piosenek, aktor, producent muzyczny i pisarz, jeden z prekursorów gangsta rapu i jeden z pionierów rapcore. Większość jego twórczości, podobnie jak zespołu Public Enemy, odnosi się do kwestii politycznych. Wykorzystuje gwałtowny język i slang, z częstymi aluzjami do życia w przestępczości, prostytucji, narkotykach, zbirach i innych gatunkach sugerowanych w stylu gangsta rapu.
W 1991 założył zespół Body Count. Popularność jako aktor zdobył występując w roli policjanta New York City Police Department Odafina „Fina” Tutuoli w serialu NBC Prawo i porządek (Law and Order: Special Victims Unit). Wystąpił też w grze wideo Def Jam: Fight For NY.

## Życiorys

### Wczesne lata
Urodził się w Newark w New Jersey w rodzinie agnostyków jako syn Alice i Afroamerykanina Solomona Marrow. Jego ojciec pracował jako mechanik przenośnika taśmowego w Rapistan Conveyor Company. Gdy był dzieckiem jego rodzina przeprowadziła się do Summit w New Jersey. Kiedy był w trzeciej klasie szkoły podstawowej, jego matka zmarła na atak serca, a cztery lata później z tą samą diagnozą zmarł jego ojciec.
Po śmierci rodziców, trafił do dalszej rodziny w Kalifornii. Wychowywała go ciotka w Los Angeles, gdzie zaczął uczęszczać do Crenshaw High School. Tam miał styczność z gangami i przestępczym życiem, po raz pierwszy odkrył magię rapu, a także życie uliczne, dołączając do gangu „Crips”. W młodości był dilerem marihuany i drobnym złodziejem. Zajęcie przynosiło za mało pieniędzy, by utrzymać siebie, dziewczynę i córkę LaTeshę (ur. 1977), więc zaciągnął się do wojska, gdzie spędził cztery lata.

### Kariera
Po powrocie do Los Angeles dostrzegł ucieczkę od kłopotów w rapowaniu i postanowił poświęcić się muzyce. Początkowo pracował jako DJ w Laguna Niguel. Wtedy też przyjął pseudonim Ice-T jako hołd dla byłego alfonsa, a później znanego rapera Iceberg Slima (Robert Beck). Poznał Lindę Marie Sanchez, która urodziła syna Kevina.
W 1982 nawiązał współpracę z producentem Willie Strongiem z Saturn Records, a rok potem (1983) powstały pierwsze nagrania, w tym „Cold Wind Madness” (znany także jako „The Coldest Rap”), która stała się przebojem w podziemiu hip-hopowym. W 1986 związał się z Darlene Ortiz, z którą ma syna Tracy Jr.
W 1987 ukazał się jego debiutancki album Rhyme Pays, który zdobył status złotej płyty. Kolejną płytę – Power wydał już we własnej wytwórni i dostał bardzo dobre recenzje. Płyta O.G. Original Gangster z 1991 uważana jest za jeden z kamieni milowych gangsta rapu.
W 1991 ze swoim heavymetalowym zespołem Body Count wystąpił na pierwszej edycji festiwalu Lollapalooza. Ten koncert przyniósł mu uznanie młodzieży z klasy średniej i fanów muzyki alternatywnej. Rok potem otrzymał nagrodę Grammy, za udział w nagrywaniu piosenki Quincy Jonesa „Back on the Block”.
Przeskok od rapu do ekranu telewizyjnego przydarzył mu się, gdy w toalecie klubu nocnego usłyszał go aktor i reżyser Mario Van Peebles. Spodobało mu się, jak Ice-T mówił, więc zaproponował mu pierwszą rolę za 23 tys. dolarów jako Scotty Appleton w dramacie kryminalnym New Jack City (1991) z Wesleyem Snipesem. Dzięki tej roli, za którą był nominowany do MTV Movie Awards w kategorii najlepsza rola przełomowa, pojawił się na scenie i zaczął zbierać kolejne propozycje, wkrótce później grając w produkcjach: Rykoszet (1991) z Denzelem Washingtonem czy Johnny Mnemonic (1995) z Keanu Reevesem. Za rolę policjanta New York City Police Department Odafina „Fina” Tutuoli w serialu NBC Prawo i porządek (Law and Order: Special Victims Unit) w 1996 i 2002 otrzymał Image Award.
Ice-T często współpracował z zespołami metalowymi. Nagrywał gościnnie m.in. z Black Sabbath, Six Feet Under – True Carnage (2001) i ze Slayerem.
Został prezesem koncernu produkującego filmy pornograficzne. Za występ w komedii erotycznej Pimpin' 101 (2002) zdobył nominację do AVN Award.
31 grudnia 2005 ożenił się z modelką Nicole Austin. Mają córkę Chanel Nicole (ur. 28 listopada 2015).
W 2006, po siedmioletniej przerwie, ukazała się jego płyta Gangsta Rap. Na okładce umieszczone było kontrowersyjne zdjęcie rapera i jego żony na łóżku. Płyta otrzymała mieszane recenzje. Pod koniec października 2007 wziął udział w telewizyjnej gali stacji VH1 – Hip Hop Honors 2007.
Wydał 8 albumów studyjnych, 51 singli, nagrał 80 teledysków i sprzedał 10 mln płyt w samych Stanach Zjednoczonych.

## Dyskografia

### Albumy solowe
- Rhyme Pays (1987)
- Power (1988)
- Iceberg/Freedom of Speech...Just Watch What You Say (1989)
- O.G Original Gangster (1991)
- Home Invasion (1993)
- VI: Return of the Real (1996)
- 7th Deadly Sin (1999)
- Gangsta Rap (2006)

### Body Count
- Body Count (1992)
- Born Dead (1994)
- Violent Demise: The Last Days (1997)
- Murder 4 Hire (2006)
- Manslaughter (2014)
- Bloodlust (2017)
- Carnivore (2020)

### Analog Brothers
- Pimp to Eat (2000)

### Black Ice
- Urban Legends (2008)